# تشارلز هاملين (سياسي)
تشارلز هاملين هو ضابط وسياسي أمريكي، ولد في 13 سبتمبر 1837 في هامبدين في الولايات المتحدة، وتوفي في 15 مايو 1911 في بانجور في الولايات المتحدة. نشط حزبياً في الحزب الجمهوري. وقد انتخب عضو مجلس نواب مين ‏.